# Terry's Terry
Terry's Terry(テリーズテリー)とは、静岡県浜松市に工房を構えるアコースティックギターのギター・ブランドである。
ヘッドのロゴから、「T'sT」と略して呼ばれたり、表記されることもある。
また後述の兄弟ブランドの「TSK」「Terry's Casual」「Terry's Terry Premium Terry」と区別する為に、「本家」、及び「本家T'sT」と呼ばれたり、表記されることもある。
「てりーずカンパニー」社にて製作されているギターであるが、一般的にはブランド名の「Terry's Terry」としての知名度が高い。

## 概要
ギターデザイナーの「テリー中本」こと中本輝美（1949年7月22日島根県津和野町出身）がヤマハを退職後に独立し、1990年に浜松市にて有限会社「てりーずカンパニー」を設立、オリジナルブランドのアコースティックギター「Terry's Terry」を少数のスタッフ、ルシアーと基本的にオーダーメイドにより製作している。
ギターの製作には、同じくヤマハから独立したギター工房の関道雄と仲鉢昌志も関っている。
工房の生産能力のキャパシティの関係上大量に生産することが不可能であり、国内外から多数のオーダーが寄せられることも多く、発注から顧客の手元に届くまでに2、3年かかる場合や、オーダーストップを行うこともしばしばある。
一時はテリー中本の身内の不幸等いくつものトラブルが重なり、心労から工房を畳むことを決意していたというが、周囲からの応援により製作継続を表明、浜松市内に新たに移転した工房にて現在もギターを製作している（近年は後述する「TSK」や「Terry's Casual」の監修等によってテリー中本自身が多忙を極めており、ギター製作に本人が加わる機会は少なくなっている模様である）。
2010年、創業20周年を迎え、「20th Anniversary Model」を限定生産した。
2024年8月、テリー中本ご逝去。

## 仕様
基本的なモデル、形状はTJ、TM、TS、TCJ、TMJ、TLA、Paul Simonとなっている。。
JはJumbo、MはMedium、SはSmallの略である。
また型番の末尾、及び末尾から二番目のCはCut-Away、末尾のSはSpecial orderの略である。

## 兄弟ブランド
- TSK : 2003年より、テリー中本と坂崎幸之助とのコラボレーションでOEM生産されている。T=Terry、SK=Sakazaki Konosukeの略称。Terry's Terryを参考に製作。本家Terry's Terryより購入しやすい価格となっている。TSK-I、TSK-III、TSK-Vはテリー中本が奇数が好きなことで名付けられた。TSK-8は、本家Terry's Terry No.8を忠実に再現する意味から名付けられた。しかしながら何れのモデルも、本家T'sTとは、ヘッドの形状は異なっている。サウンドホール内のラベルには、両氏の直筆サインが記入されている。

その他、12弦や本家では製作していないガットギター、YAMAHA時代の左右非対称仕様をベースとしたTHE ALFEE40周年・坂崎の還暦記念モデル、No.8を更に忠実に再現したTSK-No.8（Aged加工を施されたものと通常版の双方がある）、No.21を再現したMidnight Navy等も存在する。
- Terry's Casual : 2007年より製作。こちらもOEM生産となっているが、TSKとTerry's Terryの中間のグレードとなった製品展開となっている。こちらはTerry's Terryの設計図を使用して製作。本家との区別の為、CasualまたはT'sT Casualと略して呼ばれたり、表記されたりする。 
  - 双方とも寺田楽器にて製作され、テリー中本により検品され、代理店のOffice Yokoを通し、楽器店で販売される。

- Terry's Terry Premium Terry : 2018年に、さだまさしのデビュー45周年を記念して製作された。本家T'sTとは別ラインになるが、廉価版ではなく、本家では採用されなかった過去の発想の掘り起こしや、更に実践的な思考の実現を位置付けとしている。これまでに桜を遇ったSakura、紅葉を遇ったMomijiを発表している。

## 主な使用アーティストと使用モデル
主に使用しているモデル名称やシリアルナンバー、仕様等を明記。
- THE ALFEE
  - 坂崎幸之助 - TS-100CS(No.8)。楕円形のサウンドホールとポジションマークが星形となっている。テリー中本とは、ヤマハ時代の1982年からの交流があり、当時からAPXやCWEを使用していた。その他にもブラック塗装の12弦ギター、THE ALFEE40周年記念スターブルー仕様のモデル(TMJ-051KS 40th Annivarsary Model)や、中古で入手の長渕剛No.1仕様モデル(No.21)にホワイトのピックガードを装着したモデル、Acoustic Guitar Shop Hobo'sの20周年を記念した特別限定モデルのTS-100 SB Custom等も使用[6]。また上述の12弦ギターや6弦のノーカッタウェイ仕様のブラック塗装のギター（元はYAMAHA XS-56E）ようにヤマハ在籍時に制作したギターをネックを差し替え等の大掛かりなリペアを施し、Terry's Terryのギターとしてリビルドされたギターも数本所有している。
  - 桜井賢 - 坂崎よりライブやテレビ番組で、上述の12弦ギターを借りて演奏したことがある。
  - 高見沢俊彦 - TM-100CS(No.84)。坂崎とサウンドを揃えるために製作。サイズはミディアムとスモールの違いがあり、その他仕様は坂崎のNo.8とほぼ同様だが、指板は22フレットで真円サウンドホールの仕様。ヘッドにバスケットボールのゴール、指板にボールが描かれている。
- 石川鷹彦 - 6弦、1992年製12弦(TJタイプ)。
- 伊勢正三 - TM-100CS(No.61)。ヘッドと指板に、月と星が描かれている。
- 井上陽水 - No.20
  - 依布サラサ - 実父・井上陽水より借り受けている。
- 岡林信康 - No.9
- 角松敏生 - 1992年製TJカッタウェイタイプ。1999年製TJタイプ。
- 後藤輝基 - 自身が大ファンである長渕のシリアルNo.1仕様のモデルを所有し、テレビ番組で使用することもある。
- 斉藤和義
- 坂元昭二
- さだまさし - No.2等。ヘッドに自身の名前の「MASASHI」、イニシャルの「M.S」を記したモデル等、数本を使用。
- 陣内大蔵
- 長渕剛 - シリアルナンバーNo.1(TSタイプ)、No.3等。テリー中本とはデビュー当時からの交流がある。
- ポール・サイモン
- 松山千春 - No.7等。ヘッドのインレイがサラブレットと指板のインレイに北海道を模ったモデル、丹頂鶴（No.46）、不動明王など数本を使用。
- 南こうせつ
- 村下孝蔵
- 山木康世
- 吉田拓郎
- 植村花菜 - 坂崎幸之助のTJ-80を一時期借り受けていた。
- 玉井詩織 - 坂崎幸之助のTJ-80を一時期借り受けていた。
- chay - 坂崎幸之助のTJ-80を現在借り受けている。
- miwa - 坂崎幸之助のTJ-80を一時期借り受けていた。

## エピソード
- テリー中本は、ヤマハ時代にAPXやCWE、Lシリーズ等をデザインし、開発に関わった為、生みの親と呼ばれている。
- テリー中本は、浜松市内にてダイニングバー「食音旨味てりーずてりー」(2021年5月16日に閉店)、居酒屋「一無尽うまもん家 りょうま」(2021年3月27日に閉店)をプロデュースしていた。
- さだまさしは、ソフトバンク、及びジャパネットたかた、明治プロビオヨーグルトR-1、RSウイルス感染症[7]の本人出演のCMで、Terry's Terryのギターを使用した。
- 坂崎幸之助は、東邦生命、東芝DVDプレーヤー SD-P410、及びタマホームのTHE ALFEE出演のCMで、T'sT No.8を使用した。また東邦生命のCMではブラック塗装の6弦のT'sTを、タマホームのCMではT'sT No.21、TMJ-051KS 40th Annivarsary Model、TSK-No.8 Not Agedを使用しているバージョンも存在した。
- 吉田和則主宰の「As's[ミニチュア楽器工房]」にて、T'sT No.8、TSK-V(共に坂崎モデル)、T'sTさだモデルのミニチュアが販売されている。